# توم كوتر (محافظ على الطبيعة)
توم كوتر (بالإنجليزية: Tom Cotter)‏ هو متحدث تحفيزي أمريكي، ولد في 1972 في Robins Air Force Base ‏ في الولايات المتحدة.